# Orocy
Orocy – autochtoniczny naród tunguski zamieszkujący północne Chiny, jedna z 55 oficjalnych mniejszości narodowych zamieszkujących ten kraj.
Nie należy mylić tego narodu z noszącymi podobne miana ludami tunguskimi; Orokowie (nazwa własna ulta, ulcha), zamieszkują północny Sachalin, zaś Oroczanie (nazwa własna Nani) – głównie Kraj Chabarowski.
Populacja Oroków liczy 8196 osób (chiński spis powszechny z 2000 r.); zamieszkują oni głównie prowincję Heilongjiang, gdzie żyje 51,52% populacji Oroków, oraz Mongolię Wewnętrzną – 44,54%.
Używają języka orockiego, należącego do grupy tunguskiej języków tungusko-mandżurskich.
Tradycyjną religią Oroków jest szamanizm.